# Terme di Elagabalo
Nella letteratura archeologica, con il nome di Terme di Elagabalo si indica in realtà un horreum degli inizi del III secolo d.C., situato a Roma alle pendici nord-orientali del Palatino e delimitato a nord dalla Via Sacra, a sud dalle sostruzioni della terrazza nota come Vigna Barberini, a ovest dal basamento del cosiddetto Tempio di Giove Statore, a est da una terrazza di età neroniana.
La definizione tradizionale dell'edificio come Terme è nata dall'esistenza di un balneum nel settore occidentale del complesso: questo, tuttavia, non è pertinente all'impianto originario, quanto piuttosto ad un rifacimento del IV secolo d.C. L'attribuzione al regno di Elagabalo è derivata invece dalla lettura di un passo dell'Historia Augusta secondo cui lo stesso imperatore avrebbe fatto costruire un lavacrum publicum in aedibus aulicis: la stretta vicinanza con l'Elagabalium, il santuario realizzato dallo stesso Elagabalo sul colle Palatino, nell'area di Vigna Barberini, ha finito per consolidare questa interpretazione.
Oltre le terme, durante il tardo impero furono inserite nel complesso altre strutture che in passato gli archeologi hanno erroneamente interpretato come luogo di culto cristiano identificato con Santa Maria Antiqua, San Cesareo in Palatio o Santa Maria de Metrio.